# Ордец, Иван Николаевич
Ива́н Никола́евич О́рдец (укр. Іван Миколайович Ордець; 8 июля 1992, село Ближнее, Волновахский район, Донецкая область, Украина) — украинский футболист, защитник. Выступал за сборную Украины.

## Биография
Футболом начал заниматься в школьном возрасте. На просмотр в «Шахтёр» попал 2 сентября 2002 и после двух этапов отбора был зачислен в группу Петра Пономаренко. В детско-юношеской футбольной лиге Украины в составе «Шахтёра» провёл 76 матчей, забил 9 голов, но чемпионом Украины не стал: один раз был серебряным призёром (2007), трижды — бронзовым (2006, 2008, 2009).
В молодёжном чемпионате Украины провёл 75 матчей, забил 8 голов. В 2012 году стал чемпионом Украины среди дублёров (в 2010-м был вице-чемпионом).
В 2011 году в составе группы донецких талантов под началом наставника молодёжного состава Валерия Яремченко перебрался в «Ильичёвец». Но первая попытка закрепиться в основном составе клуба Премьер-лиги не удалась, Ордец вернулся в «Шахтёр», зато в начале 2013 года заметно прибавил, центральный защитник с ходу заслужил доверие нового главного тренера азовцев Николая Павлова.
Дебютировал в Премьер-лиге Украины 2 марта 2013 года в матче против запорожского «Металлурга». Первый гол забил 12 апреля 2013 в ворота луцкой «Волыни». В сезоне 2013/14 без замен провёл 27 матчей чемпионата Украины (2430 минут) — больше всех в команде.
По итогам 2013 года вошёл в число 33 лучших украинских футболистов (традиционная версия газеты «Команда»). Победитель конкурса «Золотой талант Украины» 2013 года.
Летом 2014 года вернулся в «Шахтёр».
Летом 2019 года покинул «Шахтёр» и перешёл в московское «Динамо». Долгое время находился в запасе, лишь единожды выйдя на замену в матче против московского «Локомотива». В октябре сменился главный тренер, и команда стала играть по другой схеме, после чего игрок стал попадать в стартовый состав. Первый гол за «Динамо» забил 2 ноября 2019 в ворота грозненского «Ахмата».
10 июля 2022 года Ордец приостановил свой контракт с «Динамо» на сезон 2022/23, используя правила ФИФА, связанные с вторжением России в Украину, и присоединился к немецкому «Бохуму».

## Карьера в сборной
Начиная с 2009 года, постоянно вызывается в юношескую сборную Украины своего года рождения, где является основным игроком и капитаном. Всего в её составе провёл 51 матч, забил 2 гола. Участник отборочного турнира Евро-2009 (до 17 лет). Участник отборочного турнира Евро-2011 (до 19 лет).
Тренер молодёжной сборной Украины Сергей Ковалец в январе 2014 года заявил, что порекомендовал Ордеца главному тренеру национальной сборной Украины.
14 мая 2014 года главным тренером Михаилом Фоменко был впервые вызван на учебно-подготовительный сбор в составе Национальной сборной Украины.
В дебютном для себя матче за главную сборную отметился забитым мячом на 20 минуте в ворота сборной Нигера, головой замкнув подачу с углового.
В мае 2016 года главный тренер сборной Украины Михаил Фоменко включил Ордеца в резервную заявку на чемпионат Европы 2016.
Последний раз сыграл за сборную Украины 27 марта 2018 года.
После перехода в московское «Динамо» перестал получать вызовы в сборную Украины (последний раз игроки российских клубов вызывались в сборную Украины в 2017 году). Сам игрок в январе 2020 года заявил, что «всем понятно, почему в сборную Украины не вызывают игроков из РПЛ».

## Достижения

### Командные
Шахтёр (Донецк)
- Чемпион Украины (2): 2016/17, 2017/18
- Обладатель Кубка Украины (3): 2015/16, 2016/2017, 2017/18
- Обладатель Суперкубка Украины (1): 2017

Динамо (Москва)
- Бронзовый призёр чемпионата России: 2021/22

### Личные
- Обладатель премии «Золотой талант Украины»: 2013[15]